# Moeng
Moeng est une ville du Botswana.